# جولييت توماس
جولييت توماس (بالإنجليزية: Juliette Thomas)‏ هي سيدة أعمال بريطانية، ولدت في 7 يونيو 1964 في سوليهل في المملكة المتحدة.